# Flugfläche
Eine Flugfläche (englisch flight level, FL) bezeichnet in der Luftfahrt eine Fläche gleichen Luftdrucks in der Atmosphäre. Ein Flugzeug, das einer Flugfläche folgt, zeigt – da die Flughöhe über den Umgebungsdruck gemessen wird – eine gleichbleibende Höhenmesseranzeige. Flugflächen sind in der Verkehrsluftfahrt die bedeutendste Darstellungsmethode der Flughöhe. Durch Zuweisung von Flugflächen werden Flugzeuge von der Flugsicherung vertikal gestaffelt, d. h. Sicherheitsabstände sichergestellt.

## Definition

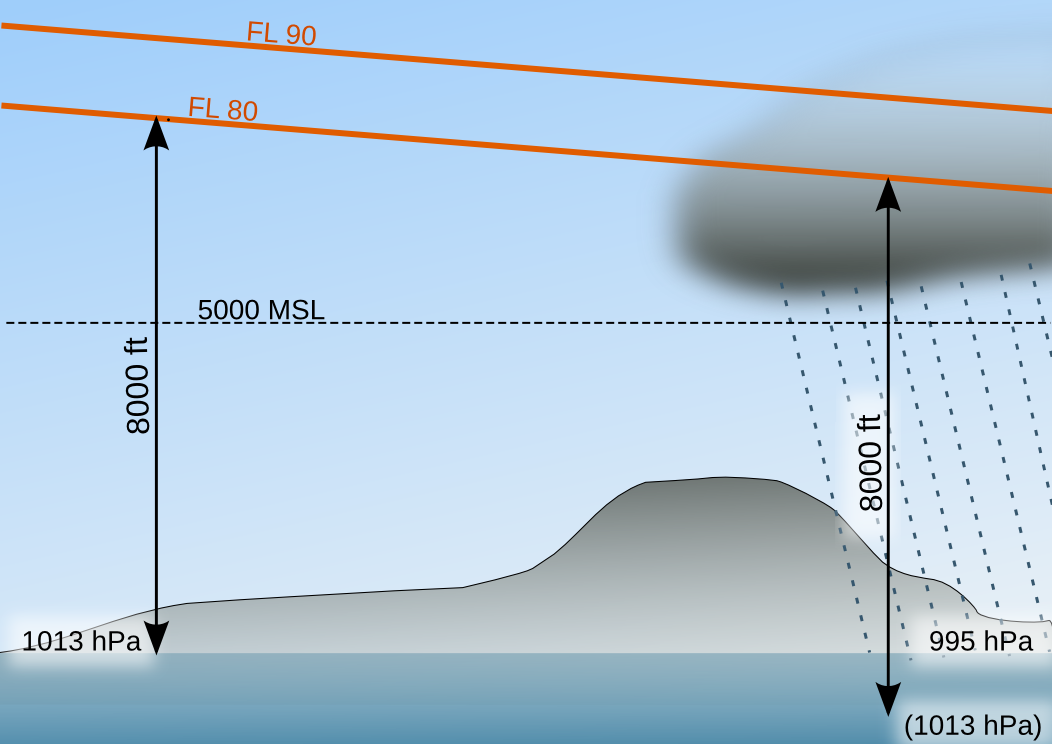
Schematische Darstellung zweier Flugflächen. Die tatsächliche Höhe hängt von den meteorologischen Umständen ab. (Nicht maßstabsgetreu.)

Die Flugfläche gibt die Höhe in 100 Fuß (ft) unter Standardbedingungen an (Luftdruck in Meereshöhe 1013,25 hPa; Lufttemperatur in Meereshöhe 15 °C). Alle Flugzeuge, die ihre Flughöhe als Flugfläche ausdrücken, haben daher den Bezugsluftdruck ihres Höhenmessers auf den Normalwert 1013,25 hPa eingestellt; dessen Anzeigewert in Fuß dividiert durch 100 ergibt die Flugfläche. Beispiel: Ein Flugzeug befindet sich dann auf Flugfläche 85, wenn sein Höhenmesser, auf Normaldruck eingestellt, eine Höhe von 8.500 Fuß anzeigt.
Dass die realen aktuellen Verhältnisse der lokalen Erdatmosphäre erheblich von der gemittelten und idealisierten ICAO-Normatmosphäre abweichen können, fällt dabei deshalb nicht ins Gewicht, weil die Abweichung für alle beteiligten Flugzeuge gleich ist, so dass die richtige Höhenstaffelung zueinander gewährleistet bleibt.
Die tatsächliche Höhe, in der sich eine Flugfläche befindet, ist keine feste Höhe, sondern vor allem vom aktuellen Luftdruck abhängig: so liegt ein und dieselbe Flugfläche in einem Hochdruckgebiet höher über dem Meeresniveau als in einem Tiefdruckgebiet. Das stört im Luftraum jedoch nicht. Es kommt im Reiseflug nicht auf die tatsächliche Höhe an, sondern nur auf die Höhenstaffelung der Flugzeuge untereinander.

### Beispiele
- Besteht am Boden ein Luftdruck von 1013,25 hPa, so befindet sich Flugfläche 100 in 10.000 Fuß (3048 m) Höhe über dem Boden (Standardbedingungen vorausgesetzt).
- Besteht am Boden ein Luftdruck von nur 995 hPa (etwa in einem Tiefdruckgebiet), so befindet sich die (gedachte) Normaldruckfläche 500 Fuß unterhalb des Erdbodens. Flugfläche 100 liegt – wieder Standardbedingungen vorausgesetzt – 10.000 Fuß über der Normaldruckfläche, also in diesem Fall 9500 Fuß (~2900 m) über dem Boden.

Da das Ausmaß der höhenbedingten Luftdruckabnahme außerdem noch geringfügig von der Lufttemperatur abhängt, kann der tatsächliche Abstand der Flugfläche 100 zur Normaldruckfläche um wenige Prozent vom Standardwert 10.000 ft abweichen. Dieser Fehler betrifft jedoch alle Höhenmesser in gleicher Weise und ist daher vernachlässigbar.

## Übergang von tatsächlicher Höhe zu Flugflächen
Im bodennahen Luftraum wird nach tatsächlicher Höhe geflogen. Dazu muss der Höhenmesser jedes Flugzeuges auf den jeweils aktuellen meteorologischen Luftdruck der gedachten Meereshöhe eingestellt werden. Diese kurz als QNH bezeichnete Information wird vom nächstgelegenen kontrollierten Flugplatz bezogen. Der Höhenmesser wird immer vor dem Start auf QNH eingestellt, bei Überlandflügen kann eine Nachstellung erforderlich werden (Einflug in anderes Wetter und damit andere Druckverhältnisse).

### Steigflug
Die Umstellung des Höhenmessers von tatsächlicher Höhe (über QNH) auf Flugflächen (über Normaldruck) erfolgt während des Steigflugs bei Erreichen der Übergangshöhe (engl. transition altitude, TA). Die Übergangshöhe beträgt in Deutschland 5000 Fuß MSL (rund 1500 m über dem Meer), mindestens aber 2000 Fuß AGL (600 m über Grund). Ab hier wird der Flugverkehr vertikal nach der Halbkreisflugregel (engl. semicircular rule) in Flugflächen gestaffelt.

### Sinkflug
Im Sinkflug ist bei Erreichen des transition levels (TRL; deutsch ungebräuchlich Übergangsfläche, siehe auch Übergangshöhe) der Bezugsluftdruck erneut von 1013,25 hPa auf QNH umzustellen. Der TRL wird in Deutschland anhand des aktuellen QNH festgelegt:
- QNH größer 1013 hPa → TRL 60
- QNH von 978 bis 1013 hPa → TRL 70
- QNH kleiner gleich 977 hPa → TRL 80

## Bezeichnung der Flugflächen

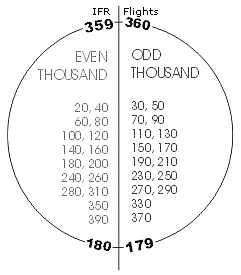
Flugflächen nach IFR

Flugflächen werden als Höhe in Fuß über der Standardisobaren von 1013,25 hPa angegeben. Zur Vereinfachung erfolgt die Angabe in Hektofuß. So entspricht die Flugfläche FL 60 (wie sie im Flugfunk angegeben würde) einer Flughöhe von 6000 Fuß über der Standardisobaren.
- Instrumentenflieger (IFR) nutzen in Deutschland stets die rund durch zehn teilbaren Flugflächen (FL (40), (50), (60), 70 bis 350). Je nach realem Druck gibt es FL 40, 50, 60 und 70 (z. B. ab 977 hPa) nicht.

- Sichtflieger (VFR) benutzen die auf 5 endenden Flugflächen (FL (45), (55), 65, 75, 85 und 95), wobei bei missweisenden Kursen über Grund von 000° – 179° ungerade (FL 55, 75, 95) und bei missweisenden Kursen über Grund von 180°–359° die geraden Flugflächen (FL 45, 65, 85) genutzt werden. Vgl. ICAO Annex 3 Appendix 2 und LuftVO §31 Abs. 2.

Andere Länder haben andere Übergangshöhen und damit eventuell weniger verfügbare Flugflächen. In den USA und Kanada z. B. ist die Übergangshöhe durch den Beginn von Luftraumklasse Alpha bei 18.000 Fuß bestimmt, während die Halbkreisregel davon unabhängig ab 3000 Fuß über Grund gilt. Auch die genannten flugrichtungsabhängigen Halbkreisflughöhen sind nicht international gleich. So verwendet Großbritannien z. B. ein Viertelkreis-System (engl. quadrantal rule), während in Israel Nord- bzw. Südrichtungen unterschieden werden (statt Ost- / Westrichtungen). Zurzeit wird ein neuer weltweit gültiger Standard erarbeitet.

## Besonderheit
Abhängig von den meteorologischen Bedingungen (Temperaturschwankungen) können, wie aus der barometrischen Höhenformel ersichtlich ist, sowohl die geometrische Flughöhe als auch der geometrische Abstand zwischen den Flugflächen variieren. Dieses wird im Höhenmesser jedoch nicht angezeigt. Es handelt sich aber um kleine Differenzen, die für die Flugpraxis unbedeutend sind. FL 60 entspricht unabhängig von der geometrischen Flughöhe immer einem Luftdruck von 812,8 hPa, was auf dem Höhenmesser bei Einstellung eines Bezugsluftdrucks von 1013,25 hPa als 6000 Fuß Flughöhe angezeigt wird.

## Weitere Vorschriften
Die Flugfläche, auf der ein Pilot fliegen will, wird im Flugplan angegeben.

## Luftdruck und Höhe

Standardatmosphäre

| Höhe in m    | 0       | 0500   | 01000  | 01500  | 02000  | 02500  | 03000  | 03500  | 04000  | 04500  | 05000  | 06000  | 07000  | 08000  | 09000  | 10000  | 11000  |
| Druck in hPa | 1013,25 | 954,61 | 898,76 | 845,58 | 794,98 | 746,86 | 701,12 | 657,68 | 616,45 | 577,33 | 540,25 | 471,87 | 410,66 | 356,06 | 307,48 | 264,42 | 226,37 |
| ca. FL       | 0       | 016    | 033    | 049    | 066    | 082    | 098    | 115    | 131    | 148    | 164    | 197    | 230    | 262    | 295    | 328    | 361    |